# Olga Dvirna
Olga Ivanovna Dvirna (rusko Ольга Ивановна Двирна), ruska atletinja, * 11. februar 1953, Čerkaška oblast, Sovjetska zveza.
Ni nastopila na poletnih olimpijskih igrah. Leta 1982 je osvojila naslov prvakinje na evropskem prvenstvu v teku na 1500 m. 